# Justus Gottlieb Rabener
Justus Gottlieb Rabener (* 1680; † 1735) war der Sohn von Justus Gottfried Rabener und der Vater von Gottlieb Wilhelm Rabener und als Anwalt am Oberhofgericht in Leipzig tätig.
Sein Vater – also Justus Gottfried R. – war der Verfasser von Lehrgedichten und Fabeln und zudem von 1691 bis 1699 Rektor an der Landesschule in Meißen.